# Palais du Pharo
Il Palais du Pharo è un palazzo che si trova sulla costa occidentale di Marsiglia, in una posizione che domina il Porto vecchio e che permette una vista panoramica anche del nuovo porto. Il palazzo venne costruito sotto Luigi Napoleone Bonaparte, che ne fece dono alla moglie Eugenia, sui terreni che erano stati offerti dalla città di Marsiglia nel 1855.
Il palazzo è oggi di proprietà della città di Marsiglia, che lo ha messo a disposizione del pubblico.